# Kontrafor
Kontrafor (kontra- fortis (sila): oprečna, suprotstavljana sila; eng. counterfort/buttress, fra. contrefort), potporanj ili upornjak, je element u arhitekturi, građen usuprot zidu ili uz zid, koji služi za podupiranje ili ukrutu zida i drugih arhitektonskih elemenata. Iako se najčešće povezuju s gotičkom arhitekturom, kontrafori su uobičajena pojava u povijesti graditeljstva, najčešće kao jednostavni istaci koji podupiru bočni pritisak sila konstrukcije krovova i svodova.

Uz leteće upornjake i standardne kontrafore, zidane kontrafore možemo razvrstati prema tlorctnom izgledu. Glavni primjeri su navedeni na slikama niže:
- Kutni kontrafor
- Obuhvaćajući ili uklješćujući kontrafor
- Dijagonalni ili 'francuski' kontrafor
- Preprečni kontrafor